# Tetralin
Tetralin (1,2,3,4-tetrahidronaftalen) je aromatski ogljikovodik s kemijsko formulo C10H12. Molelekula ima podobno zgradbo kot naftalen, samo da je eden od obročev nasičen.

## Sinteza
Tetralin se lahko sintetizira  s hidrogeniranjem naftalena v prisotnosti platinskih katalizatorjev ali z Bergmanovo ciklizacijo. Klasično ime reakcije je Darzensova sinteza tetralinovih derivatov (Auguste George Darzens, 1926). Derivati se pripravijo z intramolekularnim zapiranjem obroča 1-aril-4-pentena s koncentrirano žveplovo kislino. 

## Proizvodnja
Tetralin se proizvaja s katalitskim hidrogeniranjem naftalena: 
Nastali produkt vsebuje naftalen, tetralin in dekalin. Njihovo razmerje je odvisno od reakcijskih pogojev, predvsem od temperature in tlaka. 
Tetralin se proizvaja tudi s hidrogeniranjem naftalena v prisotnosti zmesi katalizatorjev WS2 + NiS + Al2O3 ali CoO + MoO3 + Al2O3 pod tlakom 50–300 atm. Stopnja hidrogeniranja naftalena pri tlakih do 60–70 atm je odvisna od aktivnosti katalizatorja. Največje izkoristke dajejo omenjene zmesi katalizatorjev pri temperaturi 300–370 °C.

## Uporaba
Uporablja se predvsem kot topilo in za pripravo suhega plinastega vodikovega bromida

C10H12  +  4 Br2   →   C10H8Br4  +  4 HBr